# نیکاهتیا
نیکاهتیا (به لاتین: Nikahetiya) یک منطقهٔ مسکونی در سری‌لانکا است که در استان مرکزی (سری‌لانکا) واقع شده‌است.